# 白云街道 (大连市)
白云街道，是中华人民共和国辽宁省大連市西岗区下辖的一个乡镇级行政单位。

## 行政区划
白云街道下辖以下地区：
迎春社区、石道街社区、云峰社区、天池社区、莲花社区、拥警社区、民运社区和康平社区。